# Kevin Grob
Kevin Grob (* 24. Juni 1992 in Jena) ist ein deutscher Fußballspieler. Er spielt als Mittelfeldspieler oder Verteidiger.

## Karriere
Kevin Grob durchlief die Jugend des FC Carl Zeiss Jena und war in der Saison 2010/2011 Kapitän der U-19 von Jena. Er gab am letzten Spieltag der Saison 2010/2011 sein Debüt in der 3. Liga gegen VfB Stuttgart. Zur Saison 2011/2012 wird er aus der A-Jugend in die 3. Liga Mannschaft des FC Carl Zeiss Jena aufrücken. Am 17. Januar 2012 wurde der Vertrag mit dem Drittligisten FC Carl Zeiss Jena aufgelöst.